# Musca nevilli
Musca nevilli är en tvåvingeart som beskrevs av Kleynhans 1987. Musca nevilli ingår i släktet Musca och familjen husflugor. Inga underarter finns listade i Catalogue of Life.